# 永宁胡同
39°54′09″N 116°22′00″E / 39.9026029°N 116.3665859°E
永宁胡同，是位于北京市西城区中部的一条胡同。

## 简介
永宁胡同为东西走向，东段有曲折，东到佟麟阁路，西到天仙胡同。全长372米，平均宽5米。明朝为王恭厂（铸锅厂）的地界，该区在1626年曾发生王恭廠大爆炸。清朝形成街巷，东段称为“永宁胡同”，西段称为“后王恭厂”。1911年之后，后王恭厂又讹为“后王公厂”。1965年北京市整顿地名，东西两段合并统称为“永宁胡同”。